# Euphaedra eusemoides
Euphaedra eusemoides är en fjärilsart som beskrevs av Smith och Kirby 1889. Euphaedra eusemoides ingår i släktet Euphaedra och familjen praktfjärilar. Inga underarter finns listade i Catalogue of Life.